# Claire's
Claire's er en amerikansk forhandler af smykker, accessories og legetøj. Den blev etableret i 1961 i Hoffman States, Illinois. Claire's har 3.469 butikker i 37 lande.